# II wojna o Górski Karabach
II wojna o Górski Karabach (inaczej wojna 44-dniowa) – konflikt zbrojny między Armenią i Azerbejdżanem w Górskim Karabachu, trwający od 27 września do 10 listopada 2020, kolejny akt nierozwiązanego od czasów rozpadu Związku Radzieckiego konfliktu o ten region.
10 listopada weszło w życie trójstronne porozumienie kończące działania zbrojne.

## Tło
Tereny dawnego Nagorno-Karabachskiego O.A. pod kontrolą Górskiego Karabachu
     Tereny dawnego Nagorno-Karabachskiego O.A. pod kontrolą Azerbejdżanu
     Tereny Azerbejdżanu pod kontrolą Górskiego Karabachu
     Inne tereny

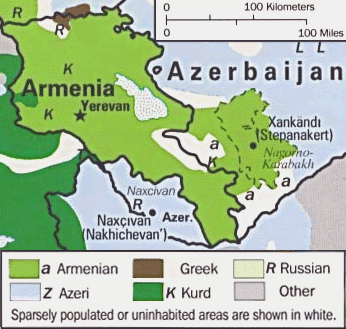
Narodowości w regionie, stan 1995 (po czystkach etnicznych w wyniku których ludność narodowości ormiańskiej opuściła terytoria kontrolowane przez władze Azerbejdżanu, jak też ludność azerska opuściła terytorium Armenii oraz znajdujące się pod kontrolą ormiańską Górski Karabach i 7 ościennych powiatów azerskich)

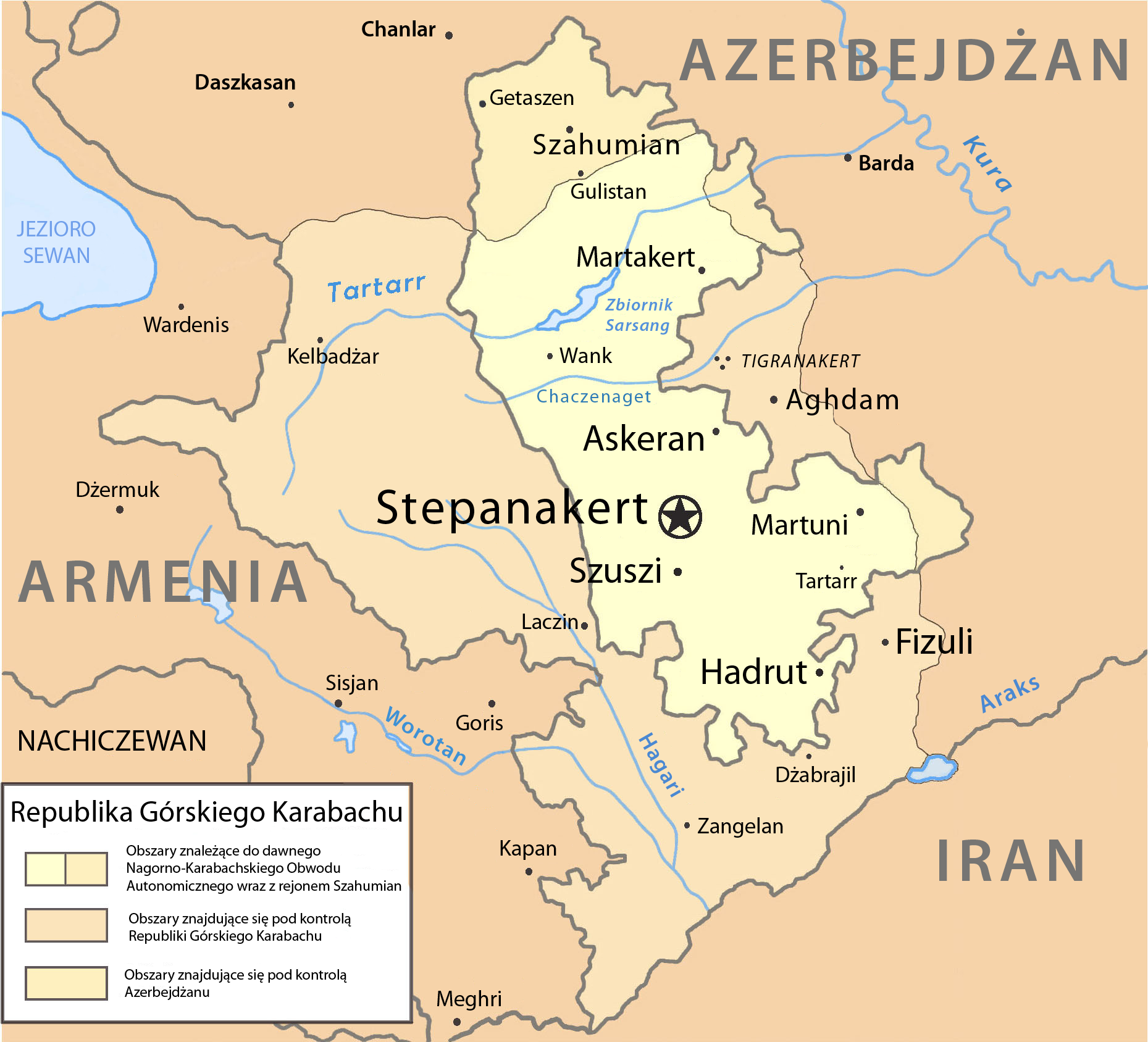
Mapa Górskiego Karabachu przed konfliktem z 2020 r.
Tereny dawnego Nagorno-Karabachskiego O.A. pod kontrolą Górskiego Karabachu
Tereny dawnego Nagorno-Karabachskiego O.A. pod kontrolą Azerbejdżanu
Tereny Azerbejdżanu pod kontrolą Górskiego Karabachu
Inne tereny

Konflikt pomiędzy Armenią i Azerbejdżanem dotyczy terenu Górskiego Karabachu. W czasach radzieckich w składzie Azerbejdżańskiej SRR istniał Nagorno-Karabachski Obwód Autonomiczny, gdzie większość ludności (ok. 75%) stanowili Ormianie. Wraz z rozpadem ZSRR karabachscy Ormianie ogłosili niepodległość, następnie z pomocą niepodległej Armenii obronili się przed armią Azerbejdżanu podczas wojny w latach 1992–1994, jednocześnie wypierając wojsko i ludność azerską z siedmiu ościennych powiatów. Odtąd Górski Karabach funkcjonował jak oddzielne państwo (Republika Arcach), lecz nie uzyskał międzynarodowego uznania.

## Przebieg

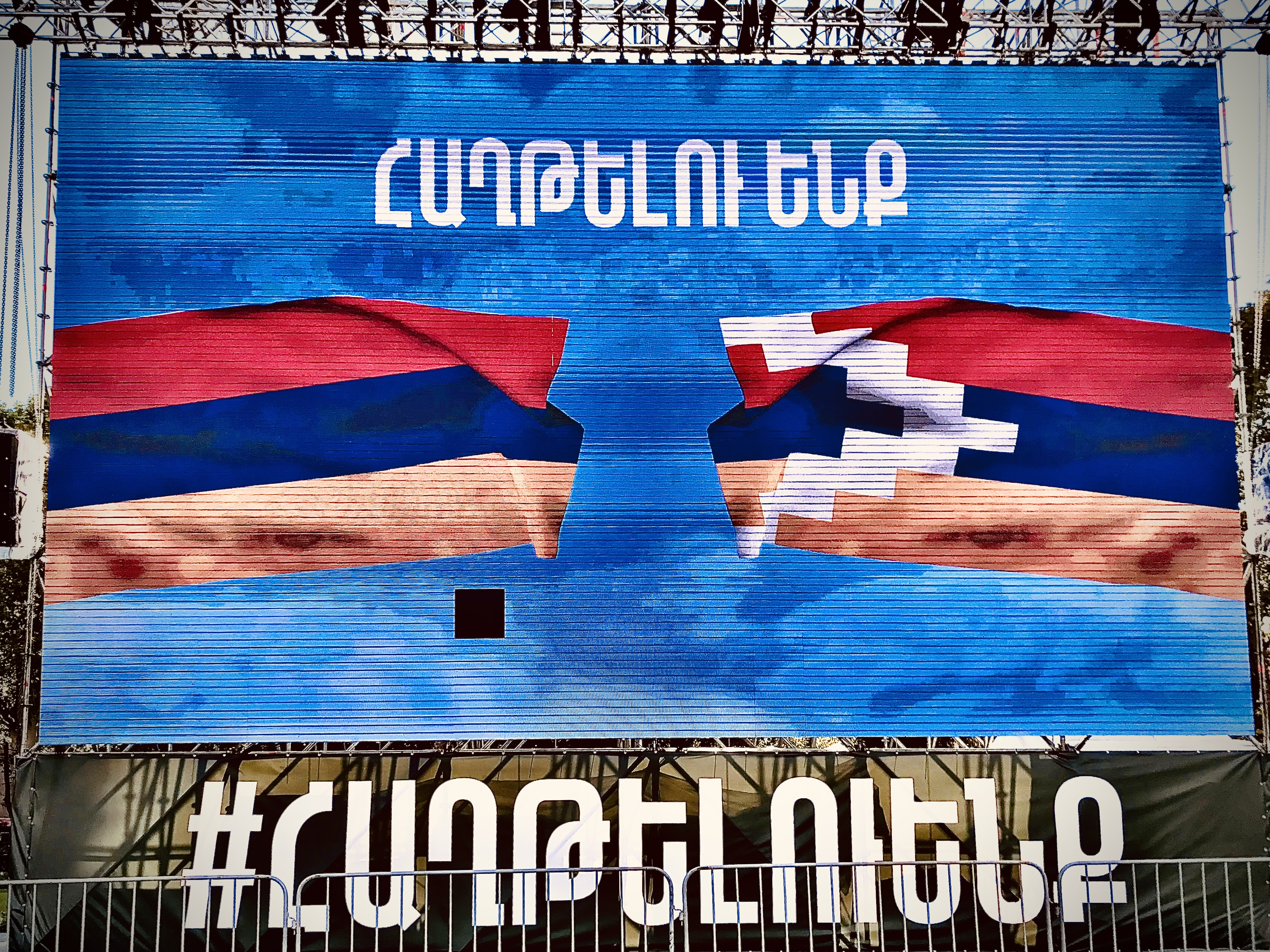
Transmisja wydarzeń z Karabachu na telebimie na Placu Republiki w Erywaniu

### Wrzesień
Walki rozpoczęły się rano 27 września 2020 na linii styku w Górskim Karabachu. Obie strony zgłosiły ofiary wojskowe i cywilne. Sekretarz prasowy nieuznawanej Republiki Arcachu, Wagram Pogosjan, powiedział, że sporne tereny ostrzeliwano od strony Azerbejdżanu, a wśród ofiar byli cywile. Premier Armenii Nikol Paszinian poinformował, że Azerbejdżan rozpoczął ofensywę w Karabachu, a „Armia Obrony Karabachu” jej przeciwdziałała.
W odpowiedzi na starcia, Armenia i nieuznawana Republika Arcach wprowadziły stan wojenny i całkowitą mobilizację, podczas gdy Azerbejdżan wprowadził stan wojenny i godzinę policyjną. W niedzielę, 27 września, po południu resort obrony Azerbejdżanu przekazał, że wojska tego kraju rozpoczęły operację wojskową w Górskim Karabachu. Po południu władze w Baku przekazały, że azerbejdżańskie wojsko w ramach tej operacji przejęło kontrolę nad sześcioma miejscowościami. Armia Azerbejdżanu poinformowała o rozpoczęciu ofensywy w rejonie miast Tərtər i Ağdam. W poniedziałek 28 września w Azerbejdżanie ogłoszono częściową mobilizację – rozporządzenie w tej sprawie podpisał prezydent İlham Əliyev. Tego dnia obie strony konfliktu poinformowały, że rozmieszczają ciężką artylerię.
Wardan Taganian, ambasador Armenii w Rosji, poinformował 28 września, że niedługo przed wybuchem walk Turcja przerzuciła do Azerbejdżanu około 4000 najemników z okupowanych przez nią północnych rejonów Syrii. Faktycznie ich liczba wynosiła raczej około 300 bojowników. Turecki prezydent Recep Tayyip Erdoğan nie odniósł się do tej kwestii, lecz w wystąpieniu z 28 września stanowczo poparł Azerbejdżan. Do tej pory, według armeńskiego MON, w Karabachu poległo 16 armeńskich żołnierzy, a stu zostało rannych. Wieczorem informowano już o 84 poległych.
29 września rano Ormianie zniszczyli kilka azerskich pojazdów wojskowych na południowym odcinku frontu. Zestrzelili też nieprzyjacielski dron. W oświadczeniu Ministerstwa Obrony Azerbejdżanu stwierdzono, że siły armeńskie próbowały tego dnia odzyskać utracony teren pod Füzuli i Cəbrayıl. MSZ Armenii oskarżyło Turcję o podżeganie konfliktu. Do końca dnia 30 września liczba poległych po stronie armeńskiej wzrosła do 103 żołnierzy, od ostrzału zginęło też 7 osób cywilnych. Tego dnia po drugiej stronie zginęło trzech pro-tureckich bojowników przybyłych z Syrii. Armia Azerbejdżanu nie ujawniała swoich strat.

### Październik

Ofensywa Azerbejdżanu w rejonie Cəbrayıl i Hadrut.

1 października na froncie trwała stagnacja i wzajemny ostrzał artyleryjski. Od azerskiego ostrzału zostało rannych dwóch francuskich dziennikarzy. W nocy Ormianie zestrzelili azerbejdżański bezzałogowy statek powietrzny, który wleciał nad terytorium Armenii. 2 października siły armeńskie w Karabachu przejęły porzucony przez przeciwnika czołg T-90. Tegoż dnia Armenia ogłosiła gotowość do rozmów na temat przywrócenia rozejmu w regionie.
3 października Ormianie zniszczyli kilka azerskich pojazdów wojskowych, lecz wieczorem Azerowie zdobyli wieś Magadiz znajdującą się w rejonie Tərtər. Następnego dnia Azerowie ogłosili przejęcie miasta Cəbrayıl w południowej części frontu, czemu strona armeńska zaprzeczała. 5 października wojska Azerbejdżanu ponowiły ataki w południowej części spornego obszaru, po czym Arcach potwierdził „częściowy odwrót” w tym rejonie. 6 października zginęło 21 Ormian, zaś straty strony armeńskiej od początku eskalacji konfliktu wyniosły 240 poległych.
8 października, wg strony armeńskiej, Azerbejdżan co najmniej dwa razy ostrzelał ormiańską Katedrę Świętego Zbawiciela w Szuszy. Azerbejdżan zaprzeczył tym doniesieniom, twierdząc, że azerska armia nie celuje w budynki o znaczeniu historycznym, kulturowym czy religijnym. Inne źródła podały, że Azerbejdżan ostrzeliwał armeńską infrastrukturę wojskową, wskutek czego ucierpiała też ormiańska katedra, jednak katedra sama w sobie nie była celem. Wiadomo, że Azerbejdżan przeprowadzał w tym czasie liczne ataki powietrzne z użyciem dronów wojskowych izraelskiej i tureckiej produkcji.
9 października rosyjski prezydent Władimir Putin zaprosił Armenię i Azerbejdżan do podjęcia rozmów pokojowych w Moskwie. Do tej pory straty po stronie armeńskiej wyniosły 376 poległych. Po rozmowach w Moskwie, Armenia i Azerbejdżan zgodziły się na zawieszenie broni w Górskim Karabachu – poinformował po spotkaniu z ministrami spraw zagranicznych obu krajów szef rosyjskiej dyplomacji Siergiej Ławrow. We wspólnym oświadczeniu ministrów Armenii i Azerbejdżanu stwierdzono, że zawieszenie broni zacznie obowiązywać od godziny 12:00 10 października w celach humanitarnych przy wymianie jeńców wojennych oraz innych zatrzymanych i ciał zmarłych za pośrednictwem Czerwonego Krzyża. Szczegóły zawieszenia broni miały zostać dodatkowo uzgadniane.
Zawieszenie broni weszło w życie zgodnie z porozumieniem, ale trwało jedynie kilka minut. Po wznowieniu walk, obie strony zaczęły się nawzajem oskarżać o złamanie postanowień rozejmu. 17 października armeński pocisk spadł na miasto Gandża, przez co zginęło 13 osób.
Kolejne zawieszenie broni ogłoszono wieczorem 17 października, lecz i tym razem porozumienie zostało złamane. 18 października po stronie armeńskiej poległo kolejnych 37 żołnierzy z Armii Obrony Karabachu. Azerowie skierowali swoje natarcie wzdłuż rzeki Araks zmierzając w stronę granicy Armenii. 21 października Ormianie kontratakowali pod Zəngilan, zestrzelili też nieprzyjacielskiego drona. Tego dnia poległo 62 Ormian.
Wieczorem 25 października po raz trzeci ogłoszono zawieszenie broni, tym razem za pośrednictwem USA. Porozumienie zostało złamane już następnego dnia przez obie strony. 28 października w ostrzale miasta Bərdə przez wyrzutnie BM-30 Smiercz zginęło 21 osób cywilnych. Prokuratura Azerbejdżanu oznajmiła, że w ciągu miesiąca walk zginęło 91 cywilnych obywateli Azerbejdżanu. Z drugiej strony straty obrońców Arcachu wynosiły 1166 poległych żołnierzy i około czterdziestu cywilów.

### Listopad
1 listopada armeńska obrona przeciwlotnicza zestrzeliła nieprzyjacielskiego drona nad Stepanakertem, stolicą Arcachu. Tegoż dnia Ormianie ujawnili nagranie schwytanego syryjskiego najemnika walczącego po stronie Azerbejdżanu. Informowano, że od początku walk w Karabachu zginęło 230 takich bojowników.
6 listopada Azerowie zaatakowali miasto Şuşa, lecz ten atak został odparty. W walkach tych brali udział najemnicy z pro-tureckich syryjskich bojówek. Aby bronić miasta, Ormianie przerzucili w tę okolicę oddział pancerny. 7 listopada nastąpił kolejny atak na Szuszę, zaś 8 listopada azerski prezydent Əliyev oznajmił zdobycie tego miasta, choć walki wciąż trwały na obrzeżach miejscowości. 9 listopada Şuşa jednak została zdobyta przez Azerów.
10 listopada weszło w życie porozumienie pokojowe podpisane przez Armenię i Azerbejdżan z udziałem Rosji. Na mocy porozumienia Azerbejdżan odzyskał zajęte tereny południowej części Górskiego Karabachu z Şuşą włącznie. Armenia zgodziła się również wycofać się do 1 grudnia 2020 z wszystkich okupowanych od 1992 obszarów Azerbejdżanu okalających Górski Karabach, w tym z ruin miasta Ağdam. Armenia zgodziła się również na umożliwienie połączenia lądowego między Azerbejdżanem i Nachiczewanem, które będzie kontrolowane przez siły rosyjskie. Z kolei Azerbejdżan ma odblokować drogę pomiędzy Stepanakertem a Armenią. Na mocy układu Rosja ma rozmieścić w rejonie Laçın kontyngent sił pokojowych liczący 1970 żołnierzy, głównie z 15. Samodzielnej Brygady Strzelców Zmotoryzowanych.
14 listopada rozpoczęły się powroty ludności cywilnej z Armenii do Górskiego Karabachu. Do 12 grudnia do swoich domostw powróciło 38,5 tys. mieszkańców.

### Grudzień
Pomimo zawieszenia broni, oddziały ormiańskie weszły do dwóch miejscowości (Czin Taglar i Chcaberd) w południowej części Górskiego Karabachu położonych po stronie azerskiej ok. 15 km od linii styku ustawionej układem o zawieszeniu broni od 10 listopada 2020, ale mimo to dotychczas nie były zajęte przez wojsko azerskie. Ale już 12 grudnia oddziały azerskie dokonały próby wyparcia oddziałów ormiańskich. Doszło do wymiany ognia, do Czin Taglar i Chcaberd wkroczyły oddziały ze składu sił pokojowych rosyjskich.

## Reakcje międzynarodowe

Wezwanie do pokoju
Armenia
Azerbejdżan
Poparcie Armenii
Poparcie Azerbejdżanu
Górski Karabach (miejsce konfliktu)
Brak oficjalnego oświadczenia

Wezwanie do pokoju
     Armenia
     Azerbejdżan
     Poparcie Armenii
     Poparcie Azerbejdżanu
     Górski Karabach (miejsce konfliktu)
     Brak oficjalnego oświadczenia

### Organizacje międzynarodowe
- ONZ: 30 września Rada Bezpieczeństwa ONZ wezwała Armenię i Azerbejdżan do natychmiastowego wstrzymania ognia i podjęcia negocjacji[potrzebny przypis].
- Unia Europejska: Przewodniczący Rady Europejskiej Charles Michel wezwał do „natychmiastowego powrotu do negocjacji bez warunków wstępnych”[69].
- Rada Turkijska: Sekretarz generalny Rady Współpracy Państw Języków Tureckich Bagdad Amreyev wyraził głębokie zaniepokojenie konfrontacją zbrojną na „okupowanych terytoriach Republiki Azerbejdżanu”. Rada zaapelowała o integralność terytorialną i nienaruszalność międzynarodowo uznanych granic Azerbejdżanu oraz zażądała natychmiastowego, bezwarunkowego i całkowitego wycofania sił zbrojnych Armenii z Azerbejdżanu[70].
- Organizacja Bezpieczeństwa i Współpracy w Europie: OBWE i urzędujący przewodniczący Edi Rama wezwał obie strony do zaprzestania działań wojskowych i powrotu do negocjacji[71].
- Organizacja Państw Amerykańskich: Sekretarz generalny OAS Luis Almagro wezwał Azerbejdżan do natychmiastowego zaprzestania działań wojennych, zwłaszcza skierowanych przeciwko ludności cywilnej[72].
- Międzynarodowa Organizacja Frankofonii: Sekretarz Michaëlle Jean wyraziła „pełne poparcie dla Armenii”[73].
- NATO: Sekretarz generalny Jens Stoltenberg wezwał obie strony do zawieszenia broni[74].
- Organizacja Układu o Bezpieczeństwie Zbiorowym: Dmitrij Pieskow, rzecznik prasowy prezydenta Federacji Rosyjskiej, Władimira Putina, stwierdził: „Jeśli państwo członkowskie OUBZ jest narażone na jakąś agresję, atak z zewnątrz, w tym przypadku państwa członkowskie traktatu mają zobowiązanie do stanięcia w obronie takiego państwa”. Jednocześnie dodał: „Ku naszemu wielkiemu ubolewaniu, działania wojenne trwają do dziś i nie są prowadzone na terytorium Armenii”, w związku z czym Armenia nie może liczyć na żadną pomoc ze strony ODKB[75].

### Państwa, terytoria i pozostałe podmioty
- Rosja: Władimir Putin wezwał do przerwania działań wojennych w Górskim Karabachu. Rozmawiał o tym z premierem Armenii Nikolem Paszinianem – poinformował Kreml w oświadczeniu 27 września. W rozmowie stwierdzono, że ważne jest, aby nie dopuścić do dalszej eskalacji konfliktu. Podkreślono konieczność powstrzymania działań zbrojnych[76]. 9 października rosyjski prezydent zaprosił Armenię i Azerbejdżan do podjęcia w Moskwie rozmów pokojowych[43].
- Stany Zjednoczone: Donald Trump zapowiedział, że Stany Zjednoczone będą dążyć do powstrzymania walk w Górskim Karabachu[77].
- Polska: Ministerstwo Spraw Zagranicznych wyraziło zaniepokojenie sytuacją w Karabachu oraz wezwało Azerbejdżan i Armenię do rozwiązania konfliktu drogą pokojową[potrzebny przypis].
- Turcja: 29 września minister Mevlüt Çavuşoğlu poinformował o gotowości Turcji do wsparcia Azerbejdżanu „zarówno przy stole negocjacyjnym, jak i na polu walki”[potrzebny przypis].
- Francja: Prezydent Francji Emmanuel Macron powiedział, że jest „bardzo zaniepokojony wojennymi przesłaniami” pochodzącymi z Turcji, zagorzałego sojusznika Azerbejdżanu. Obiecał większe wsparcie Armenii w najbliższych dniach: „Mówię Armenii i Ormianom, Francja odegra swoją rolę”[78]. Dodał: „Francja pozostaje bardzo zaniepokojona wojowniczymi komentarzami, jakie Turcja wygłosiła w ostatnich godzinach, które zasadniczo usuwają wszelkie przeszkody ze strony Azerbejdżanu w odzyskaniu północnego Karabachu. Tego nie zaakceptujemy”[79]. 18 października w Paryżu demonstrowali tamtejsi Ormianie, domagając się uznania państwowości Arcachu[80].
- Watykan i Stolica Apostolska: W dniu wybuchu walk między siłami Armenii i Azerbejdżanu o Górski Karabach papież Franciszek przyjął zwierzchnika Apostolskiego Kościoła Ormiańskiego Karekina II. Na Placu Świętego Piotra do wiernych powiedział: „Modlę się o pokój na Kaukazie i proszę skonfliktowane strony o podjęcie konkretnych gestów dobrej woli i braterstwa, które będą mogły doprowadzić do rozwiązania problemów nie przy użyciu sił i broni, ale poprzez dialog i negocjacje”[81][82][83][84].
- Cypr: MSZ potępił Azerbejdżan za złamanie zawieszenia broni i eskalację działań zaangażowanych stron lub stron trzecich, wzywając do powrotu do pokojowych negocjacji[85].
  -  Cypr Północny: Przywódca Turków cypryjskich Mustafa Akinci powiedział, że potępia atak Ormian na terytorium Azerbejdżanu i wyraził solidarność „z przyjaznym i braterskim ludem Azerbejdżanu w imieniu Turków cypryjskich”[86].
- Iran: Władze Iranu ostrzegły walczące siły Azerbejdżanu i Armenii przed wtargnięciem na terytorium islamskiej republiki. Rzecznik MSZ w Teheranie wezwał strony konfliktu do ochrony ludności cywilnej, zakończenia walk i rozpoczęcia rozmów[87][88].

### Reakcje w Polsce
5 października 2020 r. grupa około 500–1000 osób zebrała się o godzinie 13:00 na Placu Zamkowym. Uczestnicy przemarszu – wśród nich Ormianie – przeszli w kierunku Pałacu Prezydenckiego i ostatecznie dotarli do biura Parlamentu Europejskiego przy ulicy Jasnej. Protestujący mieli ze sobą flagi Armenii, nieśli też transparenty z hasłami sprzeciwiającymi się konfliktowi. Tłum skandował m.in. „Precz z panturkizmem”, „Wolny niepodległy Górski Karabach”, a także „Armenia to krzyż, Armenia to chrześcijaństwo”.